# Duinkerke-Centrum
Duinkerke-Centrum (Frans: Dunkerque-Centre) is een wijk van de Franse stad Duinkerke. De wijk telt bijna 13.700 inwoners.
De wethouder van Duinkerke-Centrum is Annick Janssens.

## Bezienswaardigheden
- De Toren van de Leughenaer.
- Twee belforten van deze wijk staan sinds 2004 op de Werelderfgoedlijst van de UNESCO:
  - de toren van de oude Sint-Elooiskerk (Eglise Saint-Eloi)
  - de toren van het stadhuis
- De toren van de Sint-Elooiskerk werd in 1450 met baksteen gebouwd. De toren is 18 meter hoog. De kerk werd in 1558 in brand gestoken. Alleen de toren bleef staan en de nieuwe kerk is niet meer samen met de toren herbouwd.
- De Porte de la Marine is alles wat vandaag is overgebleven van de vesting die in 1760 door Vauban gebouwd werd.

## Cultuur en onderwijs
Er zijn in Duinkerke-Centrum twee bibliotheken :
- Bibliothèque jeunesses
- Bibliothèque centrale

De schouwburg Le Bâteau Feu en het Musée des Beaux Arts staan samen op de Place Charles de Gaulle.
Le Bâteau Feu is de enige schouwburg van Duinkerke. Er worden alleen toneelstukken in het Frans gespeeld.
Voor Frans-Vlaams toneel, zie Flor Barbry's Volkstoneel voor Frans-Vlaanderen.

## Sportfaciliteiten
- Olympisch zwembad Paul Asseman